# Hipervalens
Hipervalensnek nevezzük azokat a vegyületeket, amikben a központi atom vegyértéke nagyobb, mint a tőle elvárt alapvegyérték. Más megfogalmazásban azokat a specieszeket nevezzük hipervalensnek, amikben egy főcsoportbeli atom vegyérték elektronhéjához rendelhető elektronszám meghaladja a Lewis-Langmuir oktett szabály szerint maximálisan elérhető nyolc elektront. Ezen fogalom nem terjed ki a központi atom koordinációs számának meghatározására.
A Lewis-Langmuir oktettszabály értelmében az atomok arra törekednek, hogy a vegyértékhéjukon nyolc elektron legyen, ezzel egy nagyon stabil állapotot, a nemesgázszerkezetet elérve. Ennek érdekében az atomok egy vagy több vegyértékelektront vesznek fel, adnak le, vagy osztanak meg egymás között. A hipervalens vegyületek ettől az állapottól térnek el, oly módon, hogy több elektront használnak kötéseikhez, mint nyolc.
A hipervalens vegyületek rendkívül reaktívak, mert az elektronsűrűségük nagyobb, mint amennyit normál esetben az atomok el tudnak viselni maguk körül, erélyes oxidálószerek (hiszen nagyon szeretnének redukálódni).
Hipervalens vegyületeket szerves kémiai szintézisekben (Friedel-Crafts reakcióban AlCl3 katalizátor például), gyógyszerkémiában, a bioorganikus kémiában használnak, de ilyen vegyülettel fluorozzák az urán dúsítása során használt UF6-ot is (2 ClF3 + U --> UF6 + Cl2)
Hipervalens vegyületekre példa: ClF3 ; AlCl3 ; PCl5 ; CH2N2 ; ClO4- ; XeO4 ; SCl4